# Jan Haller

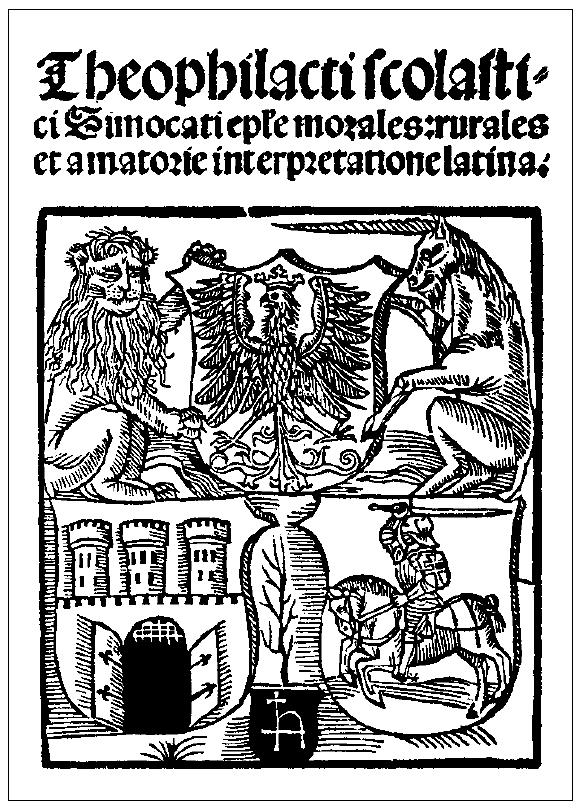
Karta dzieła Mikołaja Kopernika z oficyny Jana Hallera

Jan Haller (niem. Johann Haller; ur. 1467 w Rothenburg ob der Tauber, zm. 1525) – niemiecki kupiec, drukarz i wydawca, właściciel drukarni w Krakowie, protoplasta polskiego rodu Hallerów.

## Życiorys
W 1482 zapisał się na Akademię Krakowską, nie uzyskał jednak formalnie żadnego stopnia naukowego. W 1491 przyjął w Krakowie prawo miejskie i ożenił się z Barbarą Kunosch, córką bogatego kuśnierza krakowskiego. W 1501 został ławnikiem miejskim, wkrótce rajcą. Fortunę zbił na handlu winem i miedzią węgierską. Podczas licznych podróży w interesach za granicę nawiązał kontakt z przodującymi oficynami wydawniczymi na Zachodzie. Tam też wydał na polskie zlecenie m.in. podręczniki uniwersyteckie (zamawiał druki m.in. w oficynie Georga Stuchsa). W 1501 sprowadził do Krakowa drukarza z Metzu Kaspra Hochfedera, który rozpoczął drukowanie książek pod szyldem Hallera w 1505. 30 września 1505 jego oficyna uzyskała przywilej królewski na wyłączność druków państwowych.
27 stycznia 1506 wydrukował na pergaminie Statut Łaskiego. Była to pierwsza w Polsce publikacja urzędowa wydana drukiem (ok. 150 egzemplarzy). W 1508 opublikował pierwszą drukowaną książkę w języku polskim: Historyja umęczenia Pana naszego Jezusa Chrystusa. W 1510 kupił młyn papierniczy w Czerwonym Prądniku.
Owocem pracy Hallera było wydanie około 300 książek o najwyższym poziomie edytorskim. Drukował m.in. dzieła Erazma z Rotterdamu i Cycerona.
W 1509 wydrukował debiut translatorski Mikołaja Kopernika – łaciński przekład z greki zbioru 85 fikcyjnych listów obyczajowych, sielskich i erotycznych bizantyjskiego historyka z VII wieku Teofilakta Symokatty, wydane pod tytułem łac. Theophilacti scolastici Simocati ep[isto]le morales: rurales et amatorie interpretatione latina („Teofilakta scholastyka Symokatty listy obyczajowe, sielskie i miłosne w przekładzie łacińskim”).
Haller wydał także wiele druków muzycznych, przede wszystkim Missale Wratislaviense (1503) z notacją gotycką, Psalterium secundum morem Ecclesiae Cracoviensis (1518), Bogurodzicę oraz traktaty Sebastiana z Felsztyna: Opusculum musicae compilatum (1517) oraz Modus regulariter accentuandi (1518).